# Cuquinha
Avlamir Dirceo Stival (Curitiba, Estado de Paraná, Brasil; 8 de junio de 1969), mayormente conocido como Cuquinha, es unexfutbolista y entrenador brasileño de fútbol. En su etapa de futbolista jugó como mediocampista.

## Trayectoria
Cuquinha terminó su formación con el Coritiba de su ciudad natal. En 1989 fue ascendido al plantel principal pero hizo su debut profesional al año siguiente, logrando aparecer en pocas ocasiones. En el resto de su carrera como jugador estuvo un año en Santa Cruz-RS y un año en Esportivo Brasil antes de retirarse en 1992, con solo 23 años.
A finales de 1999 fue invitado a trabajar por su hermano Cuca, convirtiéndose en su subdirector desde entonces. En octubre de 2020, mientras estaba en el Santos, actuó como entrenador interino ya que Cuca fue suspendido en un empate a domicilio 1-1 por el Brasileraõ ante el Corinthians. En noviembre de ese año, nuevamente fue nombrado interino ya que Cuca dio positivo por COVID-19, pero él mismo también dio positivo por la enfermedad poco después.